# Voetbalvereniging Jan van Cuijk
JVC Cuijk é um clube holandês de futebol de Cuijk, na Holanda. Foi fundado em 1 de abril de 1931 como JVC'31, JVC é a sigla de Jan van Cuyck, um herói local histórico que viveu durante o século XIII. O clube foi rebatizado para JVC Cuijk em maio 2000. Jogou na Hoofdklasse de 1999 a 2010, quando ganhou a promoção para a recém-criada Topklasse.